# Symphonie no 1 de Schnittke
Pour les articles homonymes, voir Symphonie no 1.
La symphonie no 1 est une symphonie du compositeur russe Alfred Schnittke. Composée entre 1969 et 1974, elle fut créée le 9 février 1974 à Gorki par l'Orchestre philharmonique de Gorki dirigé par Guennadi Rojdestvenski.

## Structure
1. Senza tempo moderato
2. Allegretto
3. Lento
4. Lento allegro